# Le Gros-Theil
Le Gros-Theil is een plaats en voormalige gemeente in het Franse departement Eure (regio Normandië) en telt 880 inwoners (2004). De plaats maakt deel uit van het arrondissement Bernay. Le Gros-Theil is op 1 januari 2016 gefuseerd met de gemeente Saint-Nicolas-du-Bosc tot de gemeente Le Bosc du Theil. 

## Geografie
De oppervlakte van Le Gros-Theil bedraagt 10,9 km², de bevolkingsdichtheid is 80,7 inwoners per km².
De onderstaande kaart toont de ligging van Le Gros-Theil met de belangrijkste infrastructuur en aangrenzende gemeenten.

## Demografie
Onderstaande figuur toont het verloop van het inwonertal (bron: INSEE-tellingen).